# 香川県立武道館
香川県立武道館（かがわけんりつぶどうかん）は、香川県高松市福岡町にある武道館である。
指定管理者制度が導入されており、管理は四電工・シンコースポーツグループが行っている（2014年現在）。

## 施設
高松市北部の瀬戸大橋通り沿いにある。竣工は1961年6月14日（柔剣道場は3月31日）。鉄筋コンクリート造2階建てで、敷地面積は3，151.5m2、延べ床面積は1，863.67m2である。
競技場として1階に弓道場（5人立ち、237.27m2）、2階に柔道場（2面、378.125m2）と剣道場（2面、378.125m2）があり、その他の設備として1階に研修室、準備室、巻藁室、師範室（2室）、更衣室、シャワー等が備えられている。

## アクセス
- ことでんバス 県立武道館バス停下車徒歩1分
- 高松琴平電気鉄道片原町駅下車徒歩10分[1]

## 周辺の施設
- 香川県立体育館
- 香川県立中央病院
- 高松競輪場